# Haynesville (Oregon)
Haynesville az Amerikai Egyesült Államok északnyugati részén, Oregon állam Klamath megyéjében elhelyezkedő önkormányzat nélküli település.